# Eugenio Villazón
Eugenio Manuel Villazón Laso (Ciudad de México, 19 de septiembre de 1972) es un entrenador de fútbol y exfutbolista mexicano, con más de 20 años de experiencia en el fútbol profesional, sumando más de 750 partidos oficiales en su carrera como entrenador. Como Auxiliar Técnico ha ganado campeonatos como la Copa Sudamericana de la CONMEBOL en 2006 con Pachuca, así como un campeonato de la Liga Mexicana, dos campeonatos de la Concacaf en 2007 y 2008, entre otros. Como jugador de fútbol fue campeón 3 veces con el Deportivo Toluca. Ha estado a cargo del desarrollo de equipos juveniles, a nivel de club en Morelia y de Selección Nacional, en Guatemala. También cuenta con experiencia en la MLS con el Atlanta United. Actualmente dirige las Fuerzas Básicas del Club Pachuca.

## Trayectoria como jugador
Como jugador, debutó en el Club Deportivo Toluca el año 1994, contra Morelia en el Estadio Nemesio Diez y permaneció en el Toluca hasta el año 2002. Se desempeñó como defensa y medio de contención.
Con el Toluca ganó 3 campeonatos de liga (verano 1998, verano 1999 y verano 2000) y un subcampeonato de liga (invierno 2000).
A mediados de 2002, pasa al Club León, donde juega la última temporada de su carrera.
Habiendo marcado 8 goles, se retira en diciembre de 2002. Simultáneamente, obtiene el título de Director Técnico de Fútbol Profesional en ENDIT.

## Trayectoria como auxiliar técnico
A partir de marzo de 2003, comienza a trabajar junto al profesor Enrique Meza en el equipo Cruz Azul. En este primer período en Cruz Azul les corresponde enfrentar el torneo local y la Copa Libertadores de América. Esta etapa finaliza en abril de 2004.
En diciembre de 2004, toman la dirección técnica del Club Deportivo Toluca, en un período que concluyó en marzo de 2005.
Llegado junio de 2006, Enrique Meza es nombrado director técnico del Club de Fútbol Pachuca. A partir de este momento, Eugenio Villazón se convierte en el segundo entrenador. A pesar de un inicio desfavorable, pronto el equipo revierte la tendencia, logrando la clasificación a la liguilla y posteriormente, por primera y única vez en la historia del fútbol mexicano, la obtención de un título de Conmebol: la Copa Sudamericana, en Santiago de Chile, frente al Colo-Colo (diciembre de 2006).
Con Pachuca, obtuvieron dos títulos de Concacaf (2007 y 2008), un título de liga (clausura 2007), un título de Superliga (2007), un subcampeonato de liga (clausura 2009) y la participación en dos Mundiales de Clubes, llevados a cabo en Japón (diciembre de 2007 y diciembre de 2008). La etapa en Pachuca culmina en mayo de 2009.
En junio de 2009 regresan a trabajar a Cruz Azul, consiguiendo el superliderato en el torneo Apertura 2010, así como un subcampeonato de liga (apertura 2009) y un subcampeonato de Concacaf (abril de 2010). En mayo de 2012 finaliza este período.
De junio de 2012 a mayo de 2013, se desempeña como auxiliar técnico en el equipo Toluca, obteniendo el superliderato en el torneo de apertura 2012 y el subcampeonato de liga.
A partir de septiembre de 2013 hasta diciembre de 2014, Eugenio Villazón se desempeñó como auxiliar técnico del profesor Enrique Meza en el equipo Pachuca, logrando llegar a la Final del fútbol mexicano en mayo de 2014, obteniendo el subcampeonato; también obtienen el pase a la fase final del torneo Concachampions 2014-2015 y la clasificación a cuartos de final del Torneo de Apertura 2014.
En mayo de 2015, comenzó una nueva etapa como auxiliar técnico en el equipo de Monarcas. Esta etapa concluyó en octubre de 2016.
En febrero de 2017, acepta junto a Roberto Hernández la responsabilidad de dirigir a Monarcas Morelia con el objetivo de salvar al equipo del descenso. Logran la permanencia en Primera División y continúan por 2 años en el cargo, hasta febrero de 2019. En este período alcanzan el subcampeonato de Copa MX Torneo Clausura 2017 y la calificación a tres liguillas de manera consecutiva.
Entre enero y noviembre de 2021, regresó al Deportivo Toluca como auxiliar en el cuerpo técnico de Hernán Cristante. En este período lograron calificar a cuartos de final del Torneo de Clausura 2021 y a la liguilla del Torneo de Apertura 2021. 
Eugenio Villazón fue considerado como uno de los 5 candidatos finalistas a dirigir la selección absoluta de Guatemala, puesto que finalmente fue asignado a Luis Fernando Tena en diciembre de 2021.
Entre enero de 2022 y junio de 2024, Eugenio Villazón fue parte del cuerpo técnico del Atlanta United como auxiliar de Gonzalo Pineda, en la MLS.

## Estadística partidos como auxiliar técnico
| Equipo           | Nacionalidad   | Desde                   | Hasta                   | Partidos disputados | Partidos ganados | Partidos empatados | Partidos perdidos | Puntos ganados % |
| ---------------- | -------------- | ----------------------- | ----------------------- | ------------------- | ---------------- | ------------------ | ----------------- | ---------------- |
| Cruz Azul        | México         | 1 de marzo de 2003      | 31 de abril de 2004     | 45                  | 16               | 11                 | 18                | 43.70%           |
| Toluca           | México         | 8 de diciembre de 2004  | 31 de abril de 2005     | 12                  | 4                | 3                  | 5                 | 41.67%           |
| Pachuca          | México         | 25 de mayo de 2006      | 31 de mayo de 2009      | 151                 | 72               | 34                 | 45                | 55.19%           |
| Cruz Azul        | México         | 1 de junio de 2009      | 15 de mayo de 2012      | 126                 | 61               | 29                 | 36                | 56.08%           |
| Toluca           | México         | 21 de mayo de 2012      | 5 de mayo de 2013       | 53                  | 23               | 10                 | 20                | 49.69%           |
| Pachuca          | México         | 4 de septiembre de 2013 | 30 de noviembre de 2014 | 61                  | 23               | 17                 | 21                | 46.99%           |
| Monarcas Morelia | México         | 22 de mayo de 2015      | 23 de octubre de 2016   | 67                  | 25               | 16                 | 26                | 45.27%           |
| Monarcas Morelia | México         | 16 de enero de 2017     | 24 de febrero de 2019   | 105                 | 44               | 26                 | 35                | 50.16%           |
| Toluca           | México         | 6 de enero de 2021      | 30 de noviembre de 2021 | 38                  | 13               | 11                 | 14                | 43.86%           |
| Atlanta United   | Estados Unidos | 20 de enero de 2022     | 3 de junio de 2024      | 94                  | 31               | 27                 | 36                | 42.55%           |
| Total            | Total          | Total                   | Total                   | 752                 | 312              | 184                | 256               | 49.65%           |

| Categoría                                                       | PD  | PG  | PE  | PP  |
| --------------------------------------------------------------- | --- | --- | --- | --- |
| Partidos en torneos nacionales con equipos mexicanos            | 607 | 254 | 149 | 204 |
| Partidos en torneos internacionales con equipos mexicanos       | 51  | 27  | 8   | 16  |
| Partidos en torneos nacionales con equipos estadounidenses      | 91  | 31  | 26  | 35  |
| Partidos en torneos internacionales con equipos estadounidenses | 2   | 0   | 1   | 1   |
| TOTAL                                                           | 752 | 312 | 184 | 256 |

https://ligamx.net/cancha/cuerpotecnico/4776/eugenio-manuel-villazon-laso
https://www.mlssoccer.com/standings/2023/conference

## Trayectoria como directivo
En enero de 2017 asume como Director de Fuerzas Básicas del club Monarcas Morelia, período que concluye en febrero de 2019.
Entre agosto de 2019 y diciembre de 2020 lidera el proyecto de Selecciones Nacionales Juveniles de Guatemala. Dedicó 6 meses a realizar un diagnóstico y a diseñar las bases del nuevo proyecto de las categorías juveniles. La implementación del proyecto se fue dando durante el año 2020, a pesar de la pandemia. Sin embargo, debido a ésta, en diciembre de 2020 FIFA anuncia la suspensión de todos los torneos juveniles de 2021.
Desde septiembre de 2024 se desempeña como Director de Fuerzas Básicas del Club Pachuca.